# J.League Division 2 2009
Die J.League Division 2 2009 war die elfte Spielzeit der japanischen J.League Division 2. An ihr nahmen achtzehn Vereine teil. Die Saison begann am 7. März und endete am 5. Dezember 2009.
Meister und damit Aufsteiger in die J.League Division 1 2010 wurde Vegalta Sendai. Neben Sendai stieg auch der Vizemeister Cerezo Osaka sowie der Drittplatzierte Shonan Bellmare auf.

## Modus
Die Vereine spielten jeweils dreimal gegeneinander, davon mindestens einmal zuhause; somit ergaben sich aufgrund der auf 18 Teams gestiegenen Teilnehmerzahl insgesamt 51 Partien pro Mannschaft. Für einen Sieg gab es drei Punkte, bei einem Unentschieden einen Zähler. Die Tabelle wurde also nach den folgenden Kriterien erstellt:
1. Anzahl der erzielten Punkte
2. Tordifferenz
3. Erzielte Tore
4. Ergebnisse der Spiele untereinander
5. Entscheidungsspiel oder Münzwurf

Die drei Vereine mit den meisten Punkten stiegen am Ende der Saison in die J.League Division 1 2010 auf. Die zur Saison 2004 eingeführten Relegationsspiele wurden nach dem Erreichen einer Spielstärke von 18 Vereinen in der Division 2 ersatzlos gestrichen.

## Teilnehmer
Insgesamt nahmen achtzehn Mannschaften an der Spielzeit teil, drei mehr als in der Spielzeit zuvor. Hierbei stiegen am Ende der Vorsaison zwei Vereine in die Division 1 2009 auf. Meister Sanfrecce Hiroshima schaffte nach dem Abstieg in der Saison 2008 die direkte Rückkehr in die Division 1, Vizemeister und Division 2-Gründungsmitglied Montedio Yamagata beendete dagegen eine insgesamt fünfzehn Jahre andauernde Zugehörigkeit zur zweiten Liga (fünf davon als NEC Yamagata in der Japan Football League) und erreichte erstmals in seiner Vereinsgeschichte die höchste japanische Fußballspielklasse. In der letztmals ausgetragenen Relegation für einen Platz in Japans höchster Spielklasse setzte sich der Division 1-Sechzehnte Júbilo Iwata knapp gegen den Drittplatzierten Vegalta Sendai durch.
Die zwei Aufsteiger wurden durch zwei Vereine aus der Division 1 ersetzt. Sowohl der abgeschlagene Tabellenletzte Consadole Sapporo als auch der Vorletzte Tokyo Verdy kehrten nach nur einer Saison wieder in die japanische zweite Liga zurück.
Vervollständigt wurde das Teilnehmerfeld durch insgesamt drei neue Mannschaften, so viele wie nie in der bisherigen Geschichte der Division 2. Während Tochigi SC, Tabellenzweiter der Japan Football League 2008, sowie der Tabellenvierte Fagiano Okayama bislang nicht im höherklassigen Fußball in Erscheinung traten, sind die Stammvereine des Tabellendritten Kataller Toyama langjährige Mitglieder der Japan Football League. Sowohl ALO's Hokuriku, Firmenmannschaft des Energiekonzerns Hokuriku Denryoku, als auch die von Reißverschlusshersteller YKK unterstützten YKK AP SC besaßen jedoch alleine nicht die notwendige Finanzkraft für eine Profimannschaft, weswegen man sich vor Beginn der Saison 2008 zu einer Fusion entschied.
| Verein            | Stadt/Region         | Stadion                                     |
| ----------------- | -------------------- | ------------------------------------------- |
| Avispa Fukuoka    | Fukuoka, Fukuoka     | Level-5 Stadium                             |
| Cerezo Osaka      | Osaka, Osaka         | Nagai Stadium                               |
| Consadole Sapporo | Sapporo, Hokkaidō    | Sapporo Atsubetsu Stadium und Sapporo Dome1 |
| Ehime FC          | Matsuyama, Ehime     | Ningineer Stadium2                          |
| Fagiano Okayama   | Okayama, Okayama     | Okayama Combined Ground Athletic Stadium3   |
| FC Gifu           | Gifu, Gifu           | Nagaragawa Stadium                          |
| Kataller Toyama   | Toyama, Toyama       | Toyama Athletic Recreation Park Stadium     |
| Mito HollyHock    | Mito, Ibaraki        | Kasamatsu Stadium4                          |
| Roasso Kumamoto   | Kumamoto, Kumamoto   | Kumamoto Athletics Stadium5                 |
| Sagan Tosu        | Tosu, Saga           | Best Amenity Stadium6                       |
| Shonan Bellmare   | Hiratsuka, Kanagawa  | Hiratsuka Stadium                           |
| Thespa Kusatsu    | Kusatsu, Gunma       | Shoda Shoyu Stadium Gunma7                  |
| Tochigi SC        | Tochigi, Tochigi     | Tochigi Green Stadium8                      |
| Tokushima Vortis  | Tokushima, Tokushima | Pocarisweat Stadium                         |
| Tokyo Verdy       | Tokio                | Ajinomoto Stadium9                          |
| Vegalta Sendai    | Sendai, Miyagi       | Yurtec Stadium Sendai und Miyagi Stadium10  |
| Ventforet Kofu    | Kofu, Yamanashi      | Kose Sports Park Stadium                    |
| Yokohama FC       | Yokohama, Kanagawa   | NHK Spring Mitsuzawa Football Stadium11     |

Bemerkungen
1. Consadole Sapporo trug dreizehn Heimspiele im Sapporo Atsubetsu Stadium und elf im Sapporo Dome aus. Zusätzlich dazu fand je ein Heimspiel im Muroran Irie Stadium in Muroran, Hokkaidō und im Hakodate Chiyogaidai Park Athletic Stadium in Hakodate, Hokkaidō statt.[2]
2. Ehime FC trug ein Heimspiel im Kōchi Athletic Stadium in Kōchi, Kōchi aus.[3]
3. Fagiano Okayama trug je ein Heimspiel im Tsuyama Athletics Stadium in Tsuyama, Okayama und im Tottori Bank Bird Stadium in Tottori, Tottori aus.[4]
4. Mito HollyHock trug je drei Heimspiele im Hitachinaka City Stadium in Hitachinaka, Ibaraki und im K's denki Stadium in Mito aus.[5]
5. Roasso Kumamoto trug fünf Spiele im Kumamoto Suizenji Stadium in Kumamoto aus.[6]
6. Sagan Tosu trug drei Heimspiele im Saga Athletic Stadium in Saga, Saga aus.[7]
7. Thespa Kusatsu trug ein Heimspiel im Matsumtodaira Football Stadium in Matsumoto, Nagano aus.[8]
8. Tochigi SC trug je ein Heimspiel im Olympiastadion Tokio, im Nishigaoka Soccer Stadium in Tokio, Kumagaya Athletic Stadium in Kumagaya, Saitama und im Ashikaga Athletic Stadium in Ashikaga, Gunma aus.[9]
9. Tokyo Verdy trug sieben Heimspiele im Olympiastadion Tokio und ein Heimspiel im Nishigaoka Soccer Stadium aus.[10]
10. Vegalta Sendai trug vierzehn Heimspiele im Yurtec Stadium Sendai und elf Spiele im Miyagi Stadium in Rifu, Miyagi aus, zusätzlich fand ein Heimspiel im Fukushima Azuma Stadium in Fukushima, Fukushima statt.[11]
11. Yokohama FC trug je ein Heimspiel im Nishigaoka Soccer Stadium in Tokio, im Olympiastadion Tokio, im Komazawa Olympic Park Stadium in Tokio und im Nissan Stadium aus.[12]

## Trainer
| Verein            | Cheftrainer                         |
| ----------------- | ----------------------------------- |
| Consadole Sapporo | Nobuhiro Ishizaki                   |
| Vegalta Sendai    | Makoto Teguramori                   |
| Mito HollyHock    | Takashi Kiyama                      |
| Tochigi SC        | Hiroshi Matsuda                     |
| Thespa Kusatsu    | Tōru Sano                           |
| Tokyo Verdy       | Takuya Takagi → Takeo Matsuda       |
| Yokohama FC       | Yasuhiro Higuchi                    |
| Shonan Bellmare   | Yasuharu Sorimachi                  |
| Ventforet Kofu    | Takayoshi Amma                      |
| Kataller Toyama   | Hiroshi Sowa                        |
| FC Gifu           | Hideki Matsunaga                    |
| Cerezo Osaka      | Levir Culpi                         |
| Fagiano Okayama   | Satoshi Tezuka                      |
| Tokushima Vortis  | Naohiko Minobe                      |
| Ehime FC          | Kazuhito Mochizuki → Ivica Barbarić |
| Avispa Fukuoka    | Yoshiyuki Shinoda                   |
| Sagan Tosu        | Yasuyuki Kishino                    |
| Roasso Kumamoto   | Makoto Kitano                       |

## Spieler
| Verein            | Spieler |
| ----------------- | --- |
| Consadole Sapporo | Yūya Satō (5/0), Mitsuyuki Yoshihiro (41/0), Shingo Shibata (2/0), Yūshi Soda (1/1), Hiroyuki Nishijima (47/5), Seiya Fujita (47/3), Makoto Sunakawa (46/3), Kengo Ishii (16/1), Claiton (23/4), Rafael (17/3), Hiroki Miyazawa (43/5), Genki Nakayama (26/1), Danilson (41/6), Cho Sung-hwan (36/0), Hiroki Aratani (30/0), Yasuaki Okamoto (23/4), Hironobu Haga (34/1), Quirino (48/19), Kazumasa Uesato (48/6), Toshiyasu Takahara (16/0), Daigo Nishi (41/7), Shunsuke Iwanuma (5/1), Junki Yokono (5/0), Shin’ya Uehara (25/3), Hiroyuki Furuta (19/0), Naoki Ishikawa (20/1) |
| Vegalta Sendai    | Kōsuke Kitani (2/0), Kōdai Watanabe (50/3), Yūgo Ichiyanagi (18/2), Elizeu (51/7), Naoki Chiba (40/5), Atsushi Nagai (40/0), Takayuki Nakahara (36/10), Ryang Yong-gi (51/14), Kunimitsu Sekiguchi (50/4), Yūki Nakashima (38/8), Tomoyuki Hirase (40/8), Kōhei Tanaka (16/1), Takuto Hayashi (51/0), Shingo Tomita (34/0), Marcelo Soares (34/16), Sales (12/2), Takahisa Nishiyama (5/0), Naoya Tamura (23/1), Naoki Sugai (49/3), Park Ju-sung (34/2), Jun’ichi Misawa (2/0), Daisuke Saitō (36/0) |
| Mito HollyHock    | Kōji Homma (50/0), Yūki Ozawa (48/1), Sunao Hozaki (39/2), Kazuhiro Suzuki (36/0), Hiroki Katō (4/0), Kento Hori (14/1), Jun Muramatsu (36/0), Takurō Kikuoka (40/4), Tomoyuki Arata (34/14), Hiroyuki Takasaki (46/19), Kōta Yoshihara (47/9), Kim Tae-yeon (47/2), Yūki Shimada (13/0), Kōhei Shimoda (17/0), Hiromasa Kanazawa (25/0), Taiki Tsuruno (2/0), Kōta Morimura (46/5), Kōhei Yamamoto (13/0), Keisuke Hoshino (11/0), Ken’ichi Mori (22/0), Keisuke Endō (46/7), Shun’ichi Nakajima (1/0), Naoto Ishikawa (1/0), Hideyuki Nakamura (27/3), Yoshinobu Harada (1/0), Masashi Ōwada (44/2) |
| Tochigi SC        | Kunihiro Shibazaki (17/0), Yūki Okada (38/4), Yūki Ōkubo (31/3), Yūki Inoue (15/0), Masayuki Ochiai (33/0), Toshikazu Irie (44/1), Yūsuke Satō (16/2), Keisuke Kurihara (34/0), Masatoshi Matsuda (17/1), Ryōsuke Takayasu (18/1), Yasuki Ishidate (41/2), Takumi Motohashi (33/1), Hisahito Inaba (26/4), Takashi Kamoshida (48/1), Masaya Saitō (5/0), Atsushi Itō (11/0), Shin’ichi Mukai (27/1), Hideyuki Akai (37/0), Kazuhisa Kawahara (48/13), Hiroyuki Takeda (5/0), Masataka Tamura (3/0), Atsushi Yoneyama (37/0), Norihiro Kawakami (6/1), Yūsei Kudō (1/0), Daisuke Hoshi (5/0), Leonardo (14/1), Kiyomitsu Kobari (29/0), Choi Kun-sik (17/0), Tōru Miyamoto (15/0), Manabu Wakabayashi (38/1)     |
| Thespa Kusatsu    | Seiji Honda (14/0), Takeshi Terada (26/0), Jun Tanaka (43/2), Choi Sung-yong (7/0), Kazuki Sakurada (49/1), Sōtarō Sada (44/1), Wataru Yamazaki (40/2), Yasunori Takada (34/2), Nozomi Hiroyama (44/3), Ryōji Ujihara (8/0), Daiki Satō (6/0), Shingo Kumabayashi (45/4), Yasushi Kita (21/0), Nobuhide Akiba (2/0), Junki Koike (49/6), Ryō Gotō (45/9), Jun Tamano (9/0), Satoshi Tokizawa (16/0), Kazuma Kita (22/0), Tatsuya Kawahara (1/0), Keiichi Misawa (3/0), Minori Satō (21/0), Daisuke Fujii (34/1), Ken Tokura (43/23), Yūki Matsushita (45/3), Shingo Arizono (10/1), Tatsuki Kobayashi (10/5) |
| Tokyo Verdy       | Yōichi Doi (43/0), Kensuke Fukuda (18/0), Tomonobu Hiroi (7/0), Masaki Iida (4/0), Takahiro Kawamura (32/0), Tomo Sugawara (18/0), Hiroki Kawano (35/6), Kōsei Shibasaki (47/7), Masashi Ōguro (39/21), Leandro (32/7), Leonardo (3/0), Taira Inoue (15/5), Seitarō Tomisawa (45/0), Kunihiko Takizawa (35/2), Kazunori Iio (28/1), Yukio Tsuchiya (34/4), Genki Nagasato (36/2), Yūzō Funakoshi (11/0), Kazuya Iwakura (8/0), Yoshinari Takagi (8/0), Toshihiro Hattori (26/0), Masato Fujita (46/0), Masahiro Nasukawa (23/0), Kazuki Hiramoto (30/5), Ryōhei Hayashi (32/6), Kento Tsurumaki (5/0), Takuya Wada (5/0), Yū Tomidokoro (7/0), Shōhei Takahashi (25/1), Toshiyuki Takagi (5/0), Yūta Baba (3/0) |
| Yokohama FC       | Kenji Koyama (1/0), Tomonobu Hayakawa (42/3), Kōsuke Yatsuda (26/2), Kenta Togawa (28/2), Tsuyoshi Hakkaku (40/3), Masaki Yoshida (42/0), Takafumi Yoshimoto (23/0), Tomoyoshi Ono (22/2), Tomoki Ikemoto (40/4), Yu Hyo-jin (1/0), An Hyo-yeon (18/3), Kazuyoshi Miura (30/1), Shōsuke Katayama (46/0), Terukazu Tanaka (41/0), Daishi Katō (13/0), Fumiya Iwamaru (17/0), Atsuhiro Miura (24/3), Gō Nishida (44/4), Hiroaki Namba (42/8), Shō Gokyū (8/1), Takuo Ōkubo (33/0), Kentarō Nakata (2/0), Yūta Nakano (9/1), Shingo Nejime (22/1), Yūsuke Sudō (29/0), Ken Hisatomi (6/0), Chong Yong-de (39/1), Eder (10/2)                                                                                       |
| Shonan Bellmare   | Yūzō Tamura (45/0), Jean (49/6), Takahiro Yamaguchi (30/0), Kōhei Usui (50/4), Nobutaka Suzuki (12/0), Yoshito Terakawa (51/7), Kōji Sakamoto (50/13), Tuto (15/3), Lincoln (9/1), Adiel (42/11), Yoshirō Abe (48/10), Shōta Suzuki (2/0), Akihiro Sakata (6/0), Daisuke Kikuchi (6/1), Shōma Kamata (7/0), Taisuke Muramatsu (50/0), Ryūta Hara (11/1), Ryōta Nagata (42/1), Yūya Nakamura (44/14), Yūki Igari (16/1), Tsuyoshi Shimamura (21/0), Yōsuke Nozawa (51/0), Yutaka Tahara (41/10), Shūto Suzuki (6/0) |
| Ventforet Kofu    | Kōta Ogi (44/0), Michitaka Akimoto (31/3), Takafumi Mikuriya (13/0), Hideomi Yamamoto (48/1), Daniel (44/2), Naoki Wako (10/0), Katsuya Ishihara (46/0), Atsushi Mio (20/0), Yōhei Ōnishi (46/8), Ken Fujita (50/2), Maranhao (48/19), Hiroshi Morita (41/7), Galvao (10/2), Masaru Matsuhashi (26/4), Takuma Tsuda (8/0), Kim Shin-young (45/14), Yōsuke Ikehata (29/3), Yutaka Yoshida (23/0), Takahiro Kuniyoshi (16/5), Atsushi Izawa (8/2), Bruno (2/0), Kentarō Hayashi (27/0), Arata Sugiyama (45/2), Atsushi Katagiri (17/0), Kensaku Abe (7/0) |
| Kataller Toyama   | Yūji Nakagawa (46/0), Shō Asuke (13/0), Kengo Tsutsumi (40/0), Kim Myung-hwi (15/1), Kazuya Nagayama (48/1), Yūki Hamano (42/3), Daisuke Asahi (43/8), Makoto Watanabe (26/1), Kazuma Matsushita (2/1), Kazuaki Kamizono (19/2), Yūya Nagatomi (33/2), Mitsuru Hasegawa (21/2), Kentarō Kawasaki (35/1), Hideyuki Ishida (33/9), Kenji Kageyama (20/0), Keisuke Kimoto (38/5), Kang Hyun-su (34/1), Makoto Nishino (34/4), Daigo Imai (5/0), Michiharu Otagiri (16/0), Tomohisa Ishiguro (1/0), Hirotaku Hagiwara (1/0), Ryō Nojima (27/1), Yōhei Nakada (30/1), Tetsuya Funatsu (37/2), Kazuhito Esaki (2/0), Shōta Kanno (5/0), Masato Sakurai (29/3), Satoshi Hashida (7/0)                                  |
| FC Gifu           | Kyōhei Noda (50/0), Yasutaka Nomoto (6/0), Kan Kikuchi (35/0), Shūto Tanaka (47/1), Shin’ya Kawashima (8/0), Hideyoshi Akita (47/2), Kazunori Kan (46/4), Seo Kwan-soo (18/0), Park Joon-kyung (18/2), Atsushi Katagiri (19/2), Kazumasa Takagi (47/7), Satoshi Ōtomo (15/0), Shōgo Shimada (51/5), Takuma Nagayoshi (27/0), Yūdai Nishikawa (41/11), Shun Nogaito (14/0), Kōichi Satō (43/16), Shinji Tominari (44/3), Kazuki Someya (41/4), Masatoshi Mizutani (2/0), Suguru Hashimoto (37/1), Masato Katayama (11/0), Ryōma Hashiuchi (6/0), Cha Dong-hoon (1/0), Yūki Oshitani (15/1), Kyōhei Suzaki (6/0), Kazunori Yoshimoto (11/2)                                                                       |
| Cerezo Osaka      | Daisuke Tada (2/0), Kenji Haneda (50/1), Thiago (41/2), Kōta Fujimoto (27/4), Kazuya Maeda (34/1), Takeshi Hamada (34/2), Takashi Inui (47/20), Shinji Kagawa (44/27), Kaio (37/10), Martinez (34/6), Yōichirō Kakitani (6/2), Yūji Funayama (15/5), Takashi Hirajima (27/0), Kenjirō Ezoe (32/1), Rui Komatsu (35/6), Hiroyuki Omata (2/0), Noriyuki Sakemoto (46/1), Bruno (1/0), Naoya Ishigami (50/5), Akinori Nishizawa (18/1), Kim Jin-hyeon (50/0), Tatsuya Yamashita (1/0), Kento Shiratani (1/0), Masato Kurogi (34/3), Hotaru Yamaguchi (3/0), Kenta Tanno (1/0), Takuya Kokeguchi (6/1) |
| Fagiano Okayama   | Lee Chang-gang (39/0), Yūji Ozaki (23/0), Mutsumi Tamabayashi (21/0), Masahiko Sawaguchi (39/3), Masahiko Kimura (11/0), Yasuhiro Nomoto (29/0), Kazunari Hosaka (44/3), Yasutaka Kobayashi (7/0), Shūgō Kawahara (32/2), Kōhei Kiyama (48/3), Kim Kwang-min (18/1), Yūsuke Kobayashi (43/2), Keisuke Sekiguchi (2/1), Ryūsuke Senoo (42/3), Kōhei Nishino (34/9), Hideaki Takeda (41/2), Hidenori Mago (13/0), Hitoshi Usui (10/0), Ryūjirō Ueda (31/0), Yūhei Ono (21/0), Tsubasa Ōshima (22/2), Ryō Tadokoro (16/0), Yūki Kotera (2/0), Tadashi Takeda (37/0), Naoki Mihara (7/0), Ryōta Miki (15/2), Kōta Aoki (31/6), Kōji Noda (18/0)                                                                     |
| Tokushima Vortis  | Takashi Miki (46/0), Taisei Fujita (15/1), Hikaru Mita (36/1), Kentoku Noborio (39/5), Ken’ichirō Meta (38/0), Takaaki Tokushige (50/12), Kazuki Kuranuki (49/3), Kim Dong-sub (10/0), Fabio (30/3), Kōji Kataoka (1/0), Yōichirō Kakitani (27/4), Yūki Ishida (49/7), Jun Aoyama (45/2), Yūya Hikichi (15/1), Kazuyuki Mugita (26/1), Toshiaki Haji (51/12), Hiroyuki Hayashi (3/0), Bae Seung-jin (45/5), Hideaki Ueno (51/0), Kazuto Tsuyuki (19/0), Wataru Inoue (4/0), Yasuaki Ōshima (2/0), Kōta Sugawara (17/2), Takuya Muguruma (28/3), Akihiro Satō (17/4) |
| Ehime FC          | Yūichi Shibakoya (31/1), Tomoya Kanamori (36/0), Thiago (13/0), Alair (18/1), Daiki Tamori (24/1), Tōru Chishima (15/1), Yoshihiro Uchimura (47/18), Josimar (33/7), Toshiya Tanaka (41/3), Eigo Sekine (30/0), Takuya Mikami (29/0), Kōhei Matsushita (18/0), Shūichi Akai (50/10), Shunsuke Ōyama (46/2), Ken’ichi Ego (5/0), Ryōsuke Ochi (6/0), Susumu Ōki (27/2), Hiromasa Yamamoto (45/0), Shigeru Yokotani (45/6), Kenta Yoshikawa (19/0), Shunta Nagai (26/0), Shinsaku Mochidome (7/0), Daisuke Aono (20/1), Ryōta Takasugi (22/0), Takeshi Okamoto (1/0), Shin’ya Katō (7/0), Dodo (7/1), Kazuhito Watanabe (14/0), Kenta Uchida (12/0)                                                               |
| Avispa Fukuoka    | Tōru Miyamoto (14/0), Tatsunori Yamagata (45/0), Makoto Tanaka (29/0), Satoshi Nagano (19/0), Wellington (25/0), Kiyokazu Kudō (34/3), Jun Suzuki (39/0), Teruaki Kurobe (32/3), Hisashi Jōgo (38/5), Yūsuke Tanaka (40/10), Tomokazu Nagira (35/0), Daisuke Nakaharai (23/0), Alex (5/0), Tatsunori Hisanaga (3/0), Takanori Nakajima (31/0), Yutaka Takahashi (44/8), Tetsuya Ōkubo (48/16), Yūji Miyahara (36/0), Kyōhei Ōyama (11/0), Motohiro Yoshida (36/0), Yūji Rokutan (15/0), Yasuomi Kugisaki (16/0), Hideya Okamoto (35/5), Daiki Niwa (35/1), Kazuki Yamaguchi (1/0), Kensuke Nagai (5/0), Shū Abe (17/0)                                                                                          |
| Sagan Tosu        | Masayuki Yanagisawa (46/2), Keita Isozaki (35/0), Yasumichi Uchima (14/0), Kazuya Iio (48/3), Keiji Takachi (41/8), Kōji Hirose (31/3), Yū Etō (1/0), Hiroshi Ichihara (1/0), Yūsuke Shimada (50/8), Tozin (39/11), Toshimitsu Asai (5/0), Takuma Hidaka (32/3), Yoshiki Takahashi (46/6), Yūsuke Yada (10/0), Yōsuke Nozaki (25/1), Masaki Watanabe (40/2), Takuya Muro (47/0), Yū Shimasaki (4/0), Kōya Shimizu (4/0), Kei Ikeda (15/1), Yūto Takeoka (40/3), Shō Shimoji (18/0), Josue (4/0), Roberto (13/1), Kenzō Taniguchi (3/0), Takuya Yamada (43/1), Yukihiro Yamase (24/2), Mike Havenaar (33/15) |
| Roasso Kumamoto   | Satoshi Yoshida (7/0), Makoto Ōda (3/0), Kazuya Kawabata (23/0), Kunihiro Yamashita (2/0), Takeshi Yamaguchi (2/1), Tadayo Fukuō (35/3), Yasunobu Matsuoka (15/0), Tetsuhiro Kina (1/0), Satoshi Nakayama (20/4), Ryōsuke Kijima (45/10), Jun Uruno (38/7), Nozomi Ōsako (5/0), Shōtarō Ihata (13/0), Atsushi Ichimura (48/2), Daisuke Yano (36/1), Yūichi Yamauchi (20/5), Toshiya Ishii (43/3), Cho Song-jin (26/1), Hiroki Kobayashi (10/0), Kōsuke Yoshii (29/5), Hironori Nishi (43/8), Cha Ji-ho (6/0), Masaaki Nishimori (18/1), Shōhei Yamamoto (44/1), Daishirō Miyazaki (23/2), Toshiya Fujita (50/4), Taku Harada (43/1), Kōji Inada (12/0), Tomoaki Komorida (23/4), Masaki Kinoshita (22/0)        |

## Statistik

### Tabelle
| Pl.                    | Verein                | Sp. | S  | U  | N  | Tore    | Diff. | Punkte |
| ---------------------- | --------------------- | --- | -- | -- | -- | ------- | ----- | ------ |
| 1.                     | Vegalta Sendai        | 51  | 32 | 10 | 9  | 087:390 | +48   | 106    |
| 2.                     | Cerezo Osaka          | 51  | 31 | 11 | 9  | 100:530 | +47   | 104    |
| 3.                     | Shonan Bellmare       | 51  | 29 | 11 | 11 | 084:520 | +32   | 98     |
| 4.                     | Ventforet Kofu        | 51  | 28 | 13 | 10 | 076:460 | +30   | 97     |
| 5.                     | Sagan Tosu            | 51  | 25 | 13 | 13 | 071:510 | +20   | 88     |
| 6.                     | Consadole Sapporo (A) | 51  | 21 | 16 | 14 | 074:610 | +13   | 79     |
| 7.                     | Tokyo Verdy (A)       | 51  | 21 | 11 | 19 | 068:610 | +7    | 74     |
| 8.                     | Mito HollyHock        | 51  | 21 | 10 | 20 | 070:790 | −9    | 73     |
| 9.                     | Tokushima Vortis      | 51  | 19 | 15 | 17 | 067:520 | +15   | 72     |
| 10.                    | Thespa Kusatsu        | 51  | 18 | 11 | 22 | 064:760 | −12   | 65     |
| 11.                    | Avispa Fukuoka        | 51  | 17 | 14 | 20 | 052:710 | −19   | 65     |
| 12.                    | FC Gifu               | 51  | 16 | 14 | 21 | 062:720 | −10   | 62     |
| 13.                    | Kataller Toyama (N)   | 51  | 15 | 16 | 20 | 048:580 | −10   | 61     |
| 14.                    | Roasso Kumamoto       | 51  | 16 | 10 | 25 | 066:820 | −16   | 58     |
| 15.                    | Ehime FC              | 51  | 12 | 11 | 28 | 054:800 | −26   | 47     |
| 16.                    | Yokohama FC           | 51  | 11 | 11 | 29 | 043:700 | −27   | 44     |
| 17.                    | Tochigi SC (N)        | 51  | 8  | 13 | 30 | 038:770 | −39   | 37     |
| 18.                    | Fagiano Okayama (N)   | 51  | 8  | 12 | 31 | 040:840 | −44   | 36     |
| Stand: Ende der Saison |                       |     |    |    |    |         |       |        |

| (A) | Absteiger aus der J.League Division 1 2008: Consadole Sapporo, Tokyo Verdy               |
| (N) | Neuling aus der Japan Football League 2008: Tochigi SC, Kataller Toyama, Fagiano Okayama |